# Paraleptophlebia volitans
Paraleptophlebia volitans är en dagsländeart som först beskrevs av Mcdunnough 1924.  Paraleptophlebia volitans ingår i släktet Paraleptophlebia och familjen starrdagsländor. Inga underarter finns listade i Catalogue of Life.